# Djahandar Shah
Djahandar Shah, född 9 maj 1661, död 6 januari 1713, var en indisk stormogul från 29 mars 1712, med Zulfiqar Khan som grå eminens. 
Djahandar var svag, njutningslysten och korrumperad, och hans giftermål med Lal Kunwar var impopulärt. Han förråddes av Zulfiqar Khan när Farruch Sijar gjorde uppror. Djahandar mördades i ett fängelse den 6 januari 1713.